# Chiesa di San Tommaso (Baroncelli)
La chiesa di San Tommaso si trova a Baroncelli, una frazione di Bagno a Ripoli, in provincia di Firenze.

## Storia
La chiesa fu costruita nella tenuta dei Baroncelli sul colle omonimo dove un tempo esisteva il castello di Baroncello.
La prima testimonianza riguardo all'esistenza della chiesa di S. Thomae ad Baroncellos è in un documento del 5 agosto 1260 quando il suo rettore si impegnò a versare 6 staia di grano per il mantenimento dell'esercito fiorentino. La situazione economica verso la fine del XIII secolo era difficile visto che tra il 1276 e il 1303 il popolo fu sottoposto al versamento di una decima annua di sole 2 lire e 12 soldi. Nonostante le esigue rendite nel 1317 la chiesa divenne patronato della famiglia Peruzzi che ne rilevò i diritti dalle monache di S. Giorgio a Capraia. Dal 20 giugno 1319 risulta in carica il rettore Bettino Pucci che ancora nel 1348 era in carica quando venne sostituito da prete Angiolo. Nel 1393 la chiesa di Baroncelli venne visitata dal vicario del vescovo di Firenze Onofrio Visdomini e dalla sua relazione sappiamo che a quel tempo era dotata di due altari, era ben fornita di arredi sacri e preso di essa si riuniva una compagnia laicale chiamata Compagnia del Rosario sotto la guida del rettore Giovanni di Paolo. Grazie alle buone rendite derivanti dalla vendita dell'olio, nel XV secolo la chiesa venne arricchita con un campanile a vela e con un affresco raffigurante l'Annunciazione. Nuovi lavori furono fatti nel secolo seguente e il 22 novembre 1539 venne elevata a prioria.
Il 20 novembre 1649 crollò l'originale campanile a vela che fu ricostruito solo diversi anni dopo e inaugurato il 22 maggio 1657. La Compagnia del Rosario nel 1692 finanziò la costruzione di un nuovo altare. Nel 1710 presso la chiesa venne istituita un'altra compagnia laicale : la Compagnia del Santissimo Sacramento, per la quale ,alla fine del XVIII secolo, venne costruito un oratorio.
Nell'inventario stilato nel 1805 dal pievano di Ripoli risulta che la chiesa fosse dotata di tre altari. Il XIX secolo fu segnato da diversi importanti lavori per questa chiesa: il 13 agosto 1816 un fulmine cadde sul campanile e lo fece crollare mentre il 18 maggio 1895 un terremoto provocò la caduta dello stoiato, lesionò profondamente le mura perimetrali e il campanile venne nuovamente danneggiato. A seguito di questi danni la chiesa venne chiusa al culto per diversi anni. L'anno successivo, nel 1896, un nuovo campanile, a forma di torretta, fu eretto nella parte posteriore della chiesa per poi essere restaurato nel 1947.
La chiesa di Baroncelli è stata in seguito unita alla chiesa di Santa Maria a Quarto e in quell'occasione furono fatti dei nuovi avori di restauro che portarono alla stonacatura della facciata.

## Descrizione
La chiesa di San Tommaso consiste in un'aula rettangolare coperta a tetto e conclusa da un'abside semicircolare. In lunghezza raggiunge i 15,40 metri (comprensivi di 2,30 di abside) mentre in larghezza si estende per 5,50 metri.

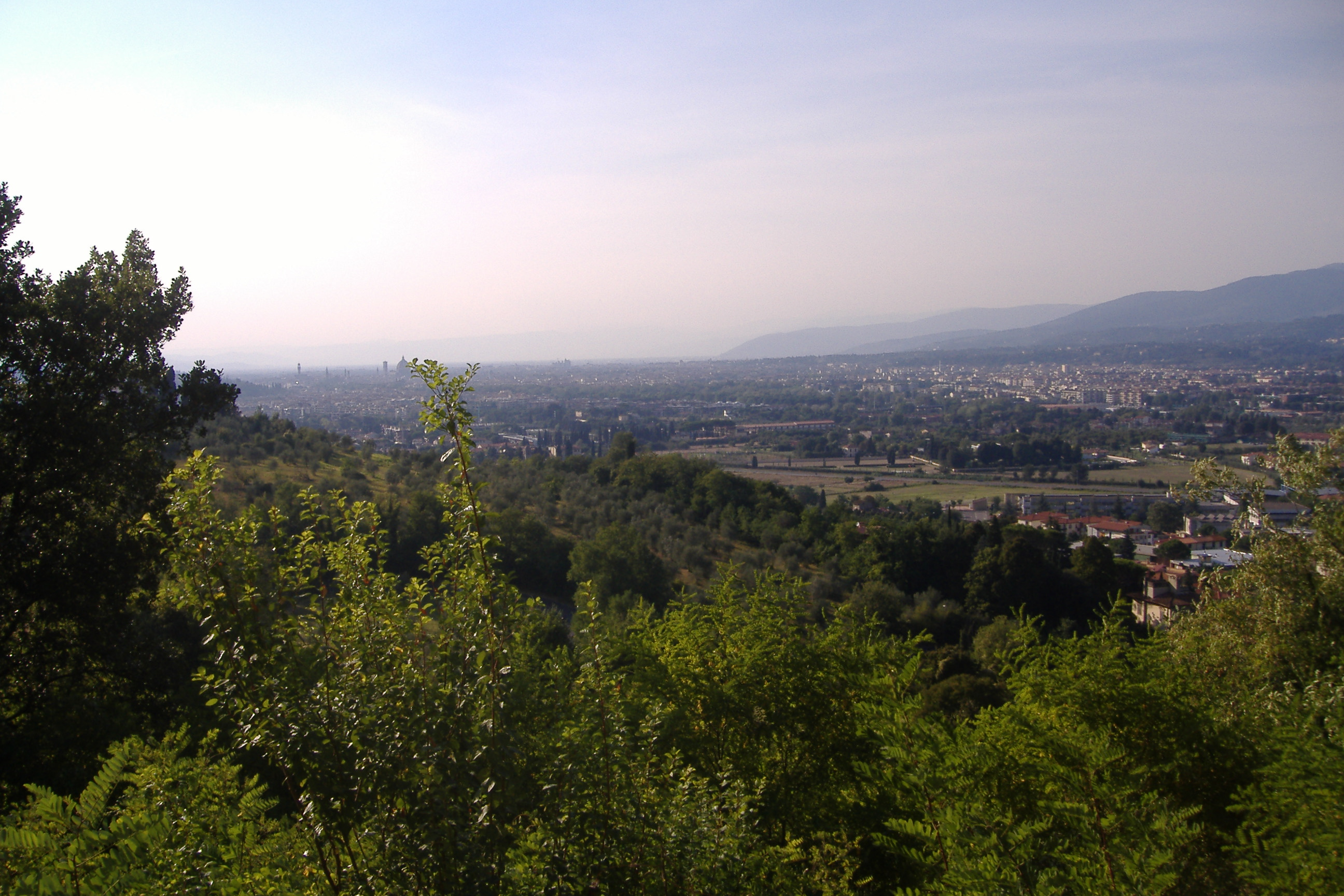
Panorama

Dal sagrato della chiesa è possibile ammirare un bel panorama di Firenze

### Esterno
Sulla facciata a capanna sono visibili i segni dei vari interventi succedutisi nel tempo. Nella parte inferiore si apre il portale costruito mediante l'uso di conci di calcare alberese dalla tonalità chiarissima, quasi lattea; è sormontato da un architrave monolitico su cui si imposta un arco a tutto sesto al centro del quale si trova una lunetta affrescata; tutta questa parte è riferibile alla fine del XII secolo. Nella parte superiore, il coronamento è costituito da una cornice in mattoni disposti a dente di sega su tre ordini ed è riferibile ad una fase più tarda. Tra il coronamento e il portale si apre un occhio, frutto probabilmente di restauro.
La fiancata settentrionale è intonacata e parzialmente coperta dall'edificio della compagnia. In questa parte dell'edificio si aprono quattro finestrelle strombate e tamponate con alabastro. Il coronamento è uguale a quello della facciata di cui costituisce la prosecuzione.
Nella tribuna si trova il volume dell'abside semicircolare realizzato con bozze di arenaria miste a bozze di calcare di varie tonalità e disposte a filaretto.

### Interno
La copertura è a capriate lignee a vista. L'illuminazione della chiesa è sufficiente ma in origine doveva essere molto più buia visto che la chiesa era illuminata solo dal lato settentrionale.
Il paramento murario interno è stato realizzato con la stessa cura di quello esterno. Presenta una muratura a sacco con bozze e ciottoli di arenaria bruna e con conci di calcare alberese disposti a filaretto Nella controfacciata, sopra il portale, si trova una nicchia, che come le analoghe poste sopra le porte del presbiterio, sono frutto di restauro .
L'edificio conserva al suo interno un affresco frammentario di scuola fiorentina del secolo XV con l'Annunciazione e un Crocifisso in legno scolpito del XVII secolo.

## Bibliografia

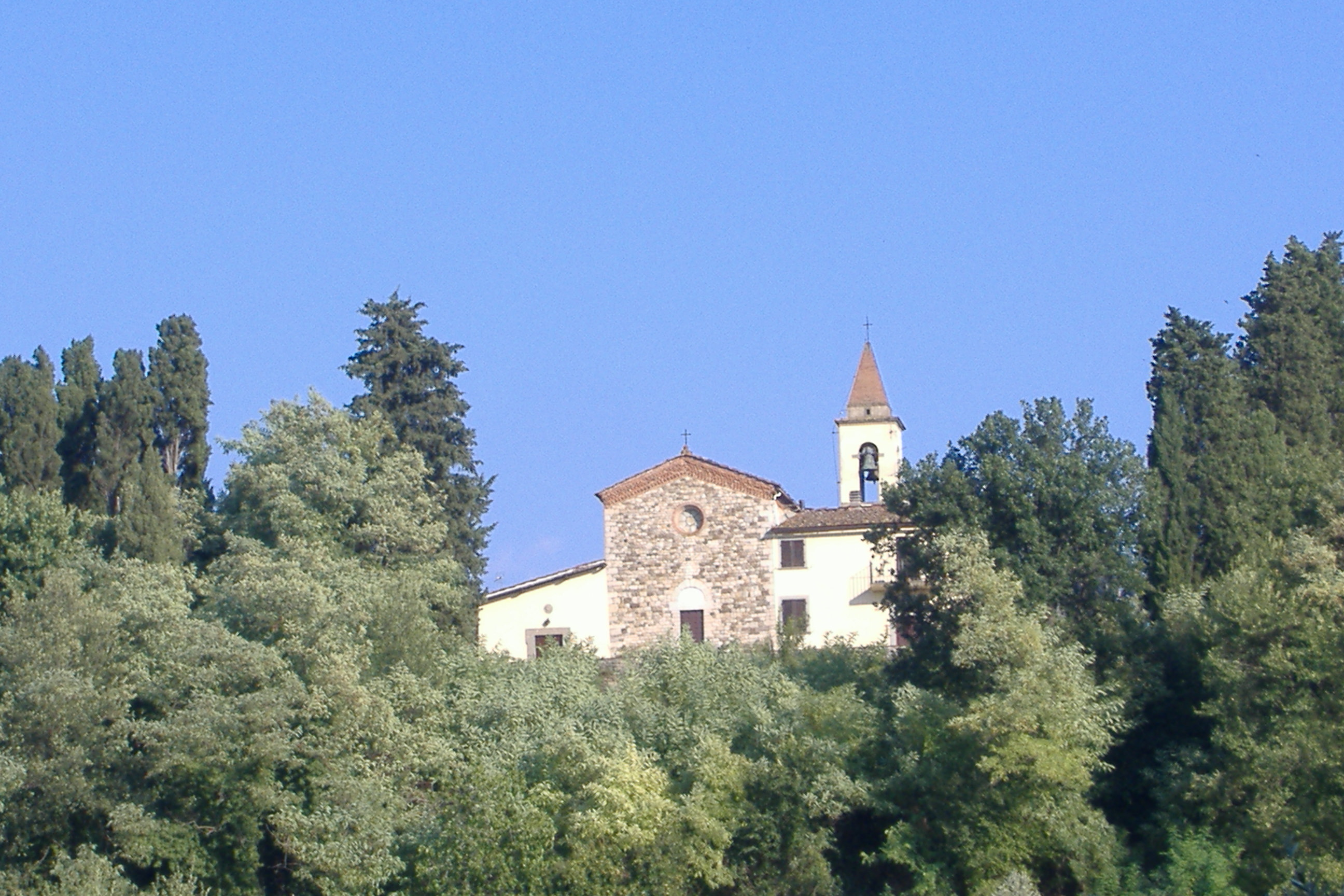
La collina che ospita la chiesa